# John M. Berrien
John Macpherson Berrien, född 23 augusti 1781 i Rocky Hill i New Jersey, död 1 januari 1856 i Savannah i Georgia, var en amerikansk politiker.
Berrien, uppvuxen i Georgia, hade deltagit i 1812 års krig. 
Han var senator i tre olika omgångar. Första gången blev han invald från delstaten Georgia som demokrat och var ledamot av USA:s senat 1825-1829, då han avgick för att bli justitieminister under president Andrew Jackson. Från Jacksons kabinett avgick han den 22 juni 1831.
Andra gången var han i senaten från 1841 till maj 1845. Då representerade han Whigpartiet och avgick när han blev utnämnd till delstaten Georgias högsta domstol. Han valde dock att kandidera på nytt till senaten och vann fyllnadsvalet i november 1845, som hade utlysts för att fylla vakansen som hade uppstått i och med hans egen avgång. En tredje och sista gång avgick han från senaten den 28 maj 1852. Han var en hårdnackad motståndare till 1850 års kompromiss i slaverifrågan och han var med i det kortlivade Southern Rights-partiet, som försvarade de slavägande sydstaternas intressen.
1855 var Berrien ordförande vid det invandringskritiska partiet Knownothings möte i Georgias dåvarande huvudstad Milledgeville. Nyårsdagen 1856 avled han i Savannah.